# فرودگاه بین‌المللی لانگکاوی
فرودگاه بین‌المللی لانگکاوی (به انگلیسی: Langkawi International Airport) (به زبان بومی: Lapangan Terbang Antarabangsa Langkawi) یک فرودگاه همگانی مسافربری با کد یاتا LGK است که یک باند فرود آسفالت دارد و طول باند آن ۳۸۱۰ متر است. این فرودگاه در کشور مالزی قرار دارد و در ارتفاع ۹ متری از سطح دریا واقع شده‌است.

## شرکت‌های هواپیمایی و مقصدهای پروازی
| شرکت‌های هواپیمایی   | مقصدهای پروازی                                                          |
| ------------------- | ----------------------------------------------------------------------- |
| ایرآسیا             | بایون گوآنگجو، کوچینگ، شنژن بن، ثنای، کوالالامپور، پنانگ، چانگی سنگاپور |
| هواپیمایی جنوبی چین | بایون گوآنگجو                                                           |
| Firefly             | سلطان عبدالعزیز شاه، پنانگ                                              |
| مالزی ایرلاینز      | کوالالامپور                                                             |
| مالیندو ایر         | کوالالامپور، سلطان عبدالعزیز شاه                                        |
| Scoot               | چانگی سنگاپور                                                           |
| سیلک‌ایر             | چانگی سنگاپور                                                           |